# Pars intermedia
De pars intermedia adenohypophysis of hypofysemiddenkwab  vormt de overgang tussen de voorste en achterste kwab van de hypofyse. Het bevat drie soorten cellen: basofielen, chromofoben en met colloïde gevulde cysten die overblijfselen zijn van de zak van Rathke.
Bij foetussen zorgt de pars intermedia voor de aanmaak van het melanocyt-stimulerend hormoon (MSH), dat op zijn beurt zorgt voor de productie van melaninepigment in melanocyten in de huid. Bij volwassen mensen is de pars intermedia uiterst klein of geheel afwezig.
Ook bij vissen en amfibieën zorgt de pars intermedia voor de aanmaak van pigment waardoor de huid donkerder wordt.